# Rastrophyllum apiifolium
Rastrophyllum apiifolium là một loài thực vật có hoa trong họ Cúc. Loài này được M.G.Gilbert miêu tả khoa học đầu tiên năm 1981.